# Turricula nelliae
Turricula nelliae (ursprüngliche Kombination: Pleurotoma nelliae) ist eine Schnecke aus der Familie der Keulenschnecken, die im Indopazifik verbreitet ist und Vielborster (Polychaeta) frisst.

## Merkmale

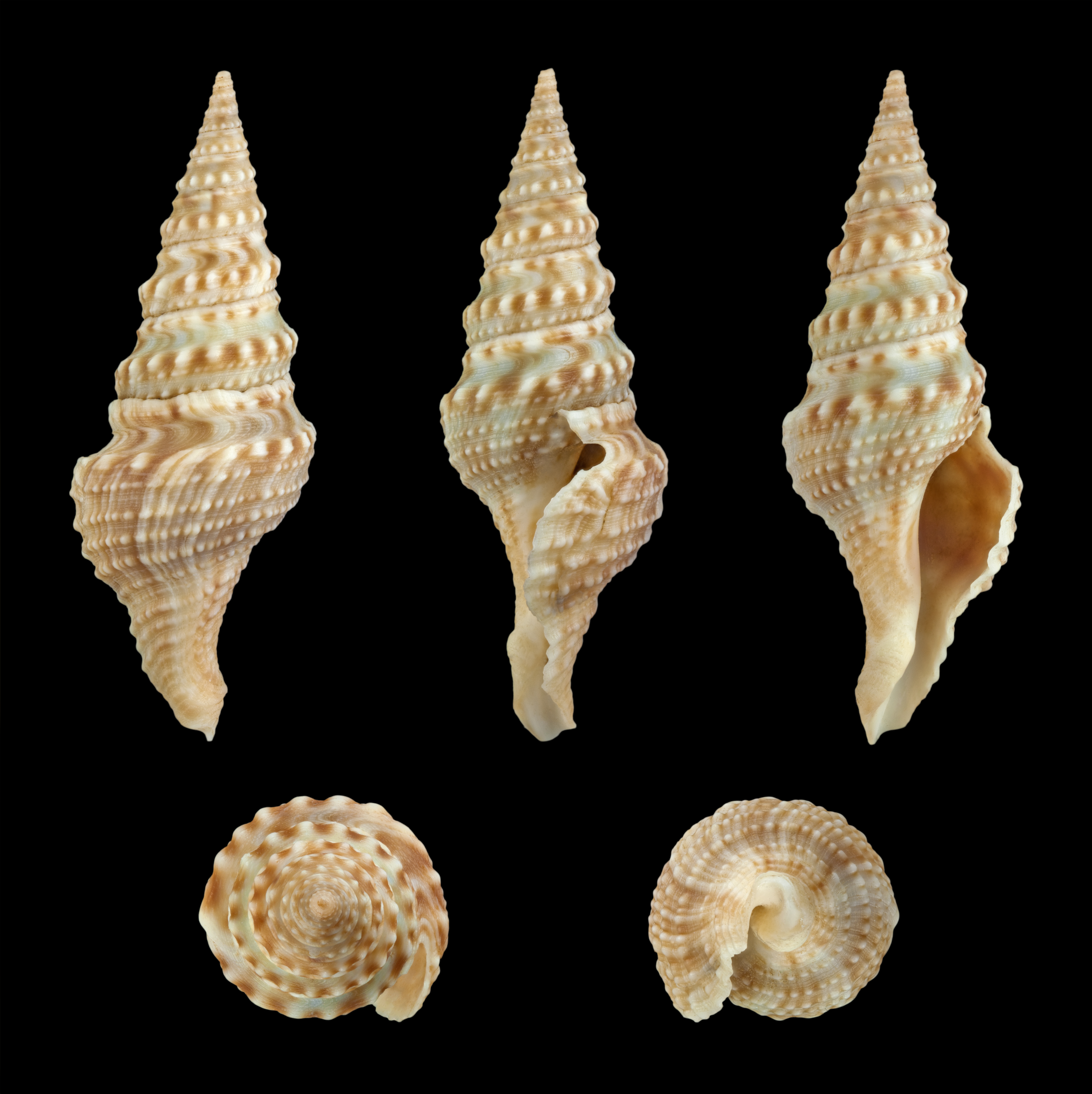
Turricula nelliae spuria (Hedley, 1922)

Das spindelförmige bis turmförmige, 12 oben stark ausgehöhlte Umgänge aufweisende Schneckenhaus von Turricula nelliae erreicht bei ausgewachsenen Schnecken eine Länge von etwa 3 bis 4 cm. Entlang der Basis verläuft eine Reihe aufrechter, länglicher Tuberkeln, und unterhalb der Naht verlaufen zwei kleine Kiele. Die Gehäusemündung nimmt zusammen mit dem Siphonalkanal fast die Hälfte der Gehäuselänge ein. Der vordere Kanal ist gerade, der Siphonalkanal etwas schief und nach hinten gebogen. Der obere Teil der dünnen äußeren Lippe der Gehäusemündung ist etwas eingeschnitten.

## Verbreitung und Lebensraum
Turricula nelliae ist im Indopazifik von Pakistan, Indien und Sri Lanka über Indonesien bis zu den Philippinen, nach China, Japan und Australien (Northern Territory, Queensland, Western Australia) verbreitet. Sie lebt unterhalb der Gezeitenzone bis in Meerestiefen von etwa 30 m auf schlammigen Untergründen.

## Entwicklungszyklus
Wie alle Keulenschnecken ist Turricula nelliae getrenntgeschlechtlich. Die Veliger-Larven schwimmen frei, bevor sie niedersinken und zu kriechenden Schnecken metamorphosieren.

## Ernährung
Turricula nelliae ernährt sich von sedentären Vielborstern (Polychaeta), wobei Lagis koreni zu den bevorzugten Beutetieren gehört und bei Untersuchungen in Hongkong ein Viertel aller gefressenen Tiere ausmachte, aber auch 15 weitere Polychaetenarten gefressen wurden. Die Beutetiere werden mithilfe der Radulazähne gestochen und durch das Gift der Schnecke paralysiert.